# Ferrari FXX
La FXX est une supercar non homologuée pour la route du constructeur automobile italien Ferrari, basée sur la Ferrari Enzo et produite en 30 exemplaires de 2005 à 2007. Elle inaugure le moteur V12 de 6 262 cm3 qu'on retrouve dans tous les modèles V12 de la gamme actuelle.

## Production
Elle est vendue dans le cadre d'un programme compétition client de deux ans. Durant le programme, la voiture reste stockée et manutentionnée par Ferrari, et les clients sont des pilotes d'essais. Après les deux années écoulées, certains propriétaires ont fait homologuer leur FXX pour un usage routier.
Plus de 400 propositions d'achat ont été soumises à Ferrari alors que seulement 29 exemplaires étaient en vente, un 30e étant construit spécialement pour Michael Schumacher.

## Technique
Le véhicule est équipé d'un moteur V12 à 65° qui développe 800 chevaux à 9 500 tr/min. Il s'agit d'une version réalésée de celui de l'Enzo, et monté par la suite dans la FF, la F12 berlinetta et la LaFerrari. Le moteur est accouplé à une boîte séquentielle à six rapports et une injection électronique, une accélération de 0 à 100 km/h en 2,8 secondes et une vitesse de pointe de 345 km/h pour un poids de 1 155 kg. Des pneus slicks Bridgestone sont montés sur des jantes de 19 pouces et les freins à disque ventilés sont en céramique.
La FXX n'est pas conçue pour recevoir une quelconque homologation pour la route et aucun championnat ne sera créé. Tout client est pilote essayeur chez la Scuderia Ferrari pour la somme de 1 500 000 euros. Pour ce prix, les vingt-neuf acheteurs disposent d'un accès privé au circuit pour deux ans et ont à leur disposition les techniciens de la Scuderia. Le siège est moulé en fonction de la morphologie du pilote et le deuxième siège est en option.
Toutefois, à la demande d’un propriétaire, la firme de Maranello a accepté d'apporter un certain nombre de modifications à un exemplaire de FXX Evoluzione pour permettre son homologation sur route. Ce modèle a été mis en vente en 2017 au Royaume-Uni.

## Ferrari FXX Evoluzione

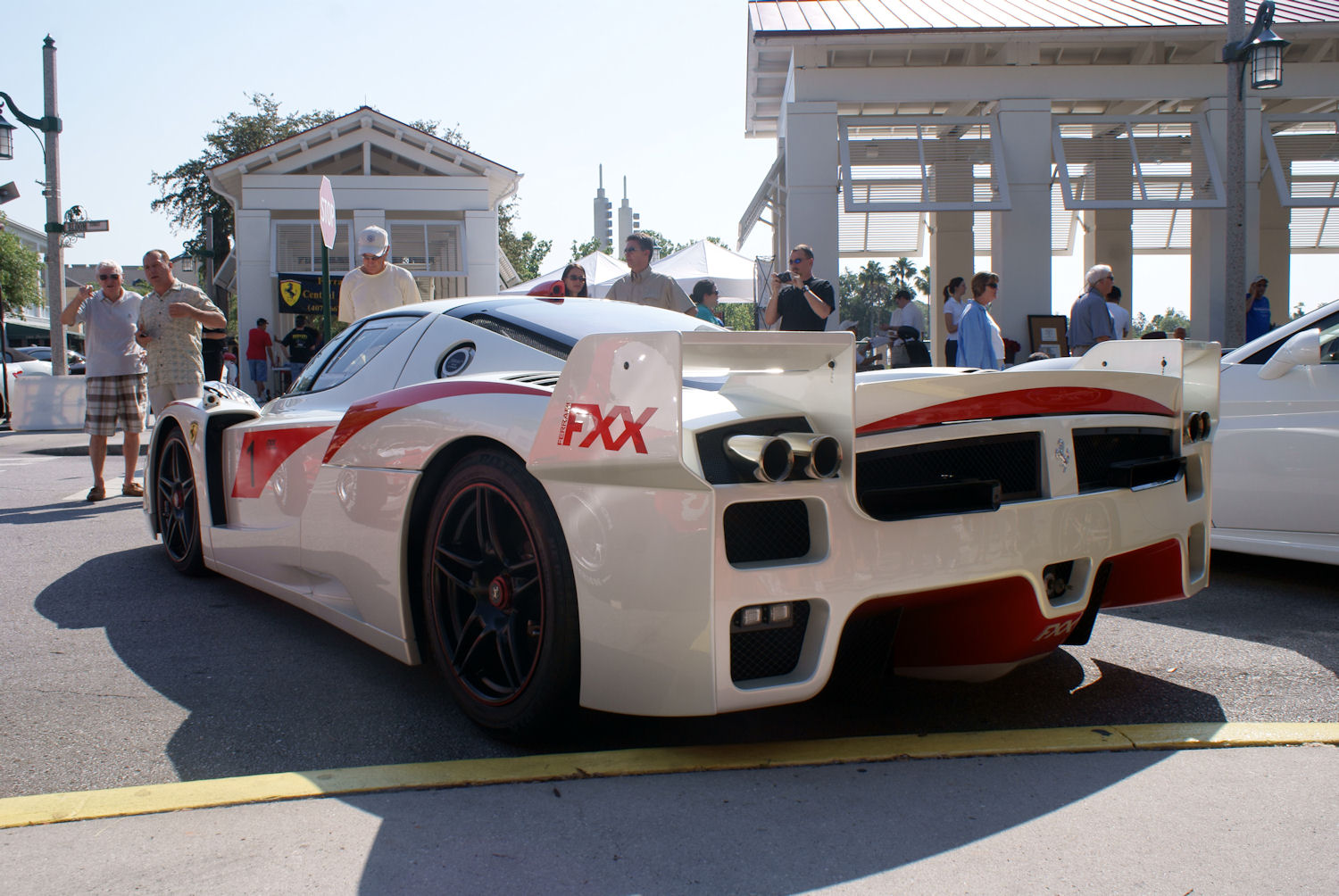
Une FXX Evoluzione.

C'est une FXX avec un pack de performance appelé « Evolution package ». Les performances ont été poussées jusqu’à atteindre la puissance de 860 ch. L'accélération de 0 à 100 km/h est la même, 2,8 secondes, mais la vitesse de pointe passe à 400 km/h, ce qui en fait la Ferrari la plus rapide à ce jour (407,8 km/h) devant la Ferrari FXX K EVO (385,77 km/h), la Ferrari LaFerrari (361,2 km/h) et la Ferrari FXX K (357,67 km/h).